# 梁山市

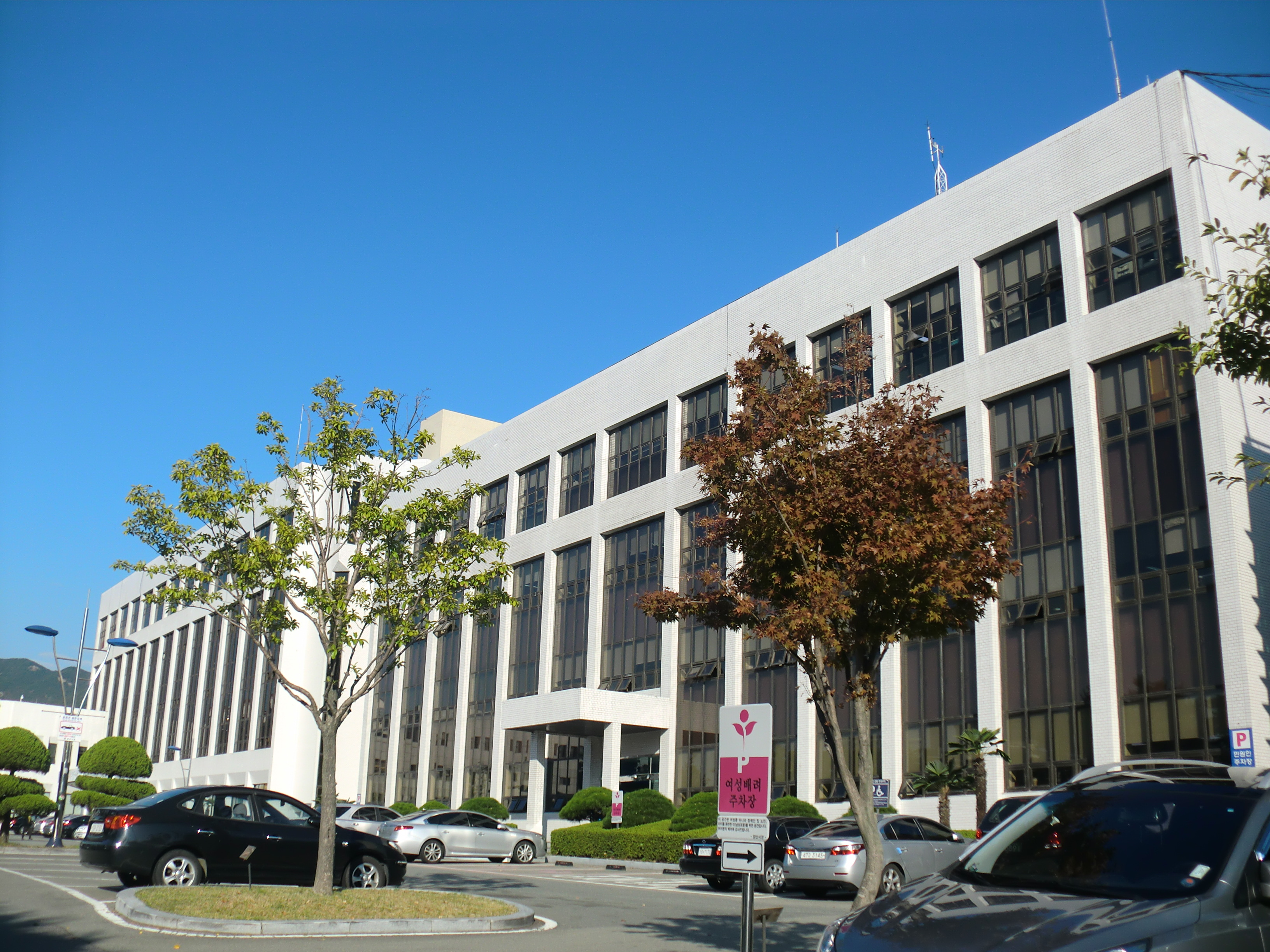
梁山市庁

梁山市（ヤンサンし）は、大韓民国慶尚南道の東部にある市である。市のブランドスローガンは「Active Yangsan」。

## 概要
釜山広域市より北へ約25km、蔚山広域市より南西へ35kmと、2つの広域市の圏内に入っている。
市の中央北部に韓国100名山の1つである千聖山があり、山地が市の南端近くまで縦断している。このため市域はこれらにより東西の2つに大きく分かれている。西側は京釜高速道路が、東側は国道7号線が縦断している。
人口は2016年現在30万人ほどであり、年に7000～10000人ほど増加している。

## 歴史
- 新羅のころは歃良州、統一新羅のころは良州と呼ばれていた。日本書紀の三韓征伐の場面の「草羅城」があった場所である。
  - 当時の管轄は今の釜山から慶州・浦項・大邱に及ぶ一帯であった。
- 高麗時代に梁州に改められる。
- 1403年（李氏朝鮮太宗13年） - 梁山郡が改称した。
- 1896年 - 慶尚南道の所属になる。
- 1897年（高宗34年） - 面の改編により、梁山郡に以下の面が成立（9面）
  - 梁山面・東面・上西面・下西面・上北面・下北面・左耳面・大上面・大下面
- 1906年（8面）
  - 左耳面を東萊郡に移管。
  - 大上面・大下面を金海郡に移管。
  - 蔚山郡から外南面・熊上面を移管。
- 1912年4月1日 - 外南面が蔚山郡に返還。[2]（7面）
- 1914年4月1日 - 郡面併合により、釜山府左耳面・北面の各一部、蔚山郡三同面の一部を編入。梁山郡に以下の面が成立。（7面）
  - 梁山面・東面・上西面・下西面・上北面・下北面・熊上面

| 府令第111号 |            |                                                                        |
| 旧行政区画 | 新行政区画 | 新行政区画                                                             |
| 梁山郡邑内面 다방동、이동、일동/삼동/서부동 일부、장동/서부동 일부/북안동 일부、명곡동、북안동 일부、북정동、산막동、호계동                                                    | 梁山面     | 다방동、남부동、중부동、북부동、명곡동、신기동、북정동、산막동、호계동 |
| 梁山郡上北面 반회동/소석동 일부/(중북면)삼계동、대석동、소토동、소석동 일부/(중북면)계리동                                                                                     | 上北面     | 석계동、대석동、소토동、소석동                                         |
| 梁山郡中北面 내석동、상삼동/좌삼동 일부/신전동 일부、신전동 일부、외석동、좌삼동 일부                                                                                          | 上北面     | 내석동、상삼동、신전동、외석동、좌삼동                                 |
| 梁山郡下西面 원동/함포동/용포동 일부、명전동/내포동 일부、어영동/어포동、대리동、장선동/중선동 일부、범서동 일부/용포동 일부、명언동/지라동/범서동 일부/내화동/외화동          | 下西面     | 원동、내포동、영포동、대동、선동、서룡동、화제동                       |
| 梁山郡下東面 검세리 일부 | 下西面     | 용당동                                                                 |
| 梁山郡上西面 학산동/화산동、증산동/사지동、가촌동、범어동、양동/교동、유산동 어곡동                                                                                            | 上西面     | 華鶴洞、증산동、가촌동、범어동、교동、유산동、어곡동、                 |
| 梁山郡下北面 신평동/순지동、서리동/지산동、초산동、성천동/답곡동/(언양군 삼동면)조일동 일부、삼수동、녹동/백학동、삼감동、용연동                                               | 下北面     | 순지동、지산동、초산동、답곡동、삼수동、백록동、삼감동、용연동         |
| 梁山郡東面 개곡동、본법동/창기동 일부、여락동/(부산부 북면)송정동 일부、외송동/사배동/(부산부 북면)녹동 일부、내송동、죽산동/계석동、금산동、가산동/(부산부 좌이면)공창동 일부 | 東面       | 개곡동、법기동、여락동、사송동、내송동、석산동、금산동、가산동         |
| 梁山郡熊上面 대주동 일부/용당동 일부、삼궁동/연호동/용당동 일부、명곡동、주남동/대주동 일부、백동/소주동、주진동、평산동/덕계동 일부、매곡동、덕계동                           | 熊上面     | 용당동、삼호동、椧谷洞、주남동、소주동、주진동、평산동、매곡동、덕계동 |
- 1936年4月1日（7面）[3]
  - 上西面が勿禁面に改称。
  - 下西面が院洞面に改称。
- 1973年7月1日 - 東萊郡機張面・日光面・長安面・鼎冠面・鉄馬面・西生面を編入。[4]（13面）
- 1979年5月1日 - 梁山面が梁山邑に昇格。[5]（1邑12面）
- 1980年12月1日 - 機張面が機張邑に昇格。[6]（2邑11面）
- 1983年2月15日 （2邑10面）
  - 西生面を蔚州郡に返還。[7]
  - 勿禁面の一部が梁山邑に編入。
- 1985年10月1日 - 長安面が長安邑に昇格。[8]（3邑9面）
- 1986年
  - 11月1日 - 機張邑・長安邑・日光面・鼎冠面・鉄馬面を管轄する東部出張所を設置。[9]（3邑9面1出張所）
  - 12月23日 - 梁山邑・東面の各一部が勿禁面に編入。
- 1991年11月20日 - 熊上面が熊上邑に昇格。[10]（4邑8面1出張所）
- 1995年3月1日 - 東部出張所を管轄する機張邑・長安邑・日光面・鼎冠面・鉄馬面を釜山広域市に編入して機張郡となる。[11]（2邑5面）
- 1996年3月1日 - 梁山郡が梁山市に昇格。（2邑4面3行政洞）[12][13]
  - 勿禁面が勿禁邑に昇格。
  - 梁山邑を廃止し、3つの行政洞（中央洞・三城洞・江西洞）に分割。
- 1998年4月1日 - 熊上邑に徳渓出張所を設置。[14]
- 2007年4月1日 - 熊上邑を熊上出張所に改編し、4つの行政洞（西倉洞・召周洞・平山洞・徳渓洞）を設置。[15]（1邑4面7行政洞1出張所）
- 2008年1月10日 - 釜山都市鉄道2号線3段階延長区間（湖浦 - 梁山）が開通。
- 2010年2月1日 - 中央洞が中央洞と梁州洞に分割。（1邑4面8行政洞1出張所）
- 2015年11月20日 - 梁山市の人口が30万人を突破。

## 行政

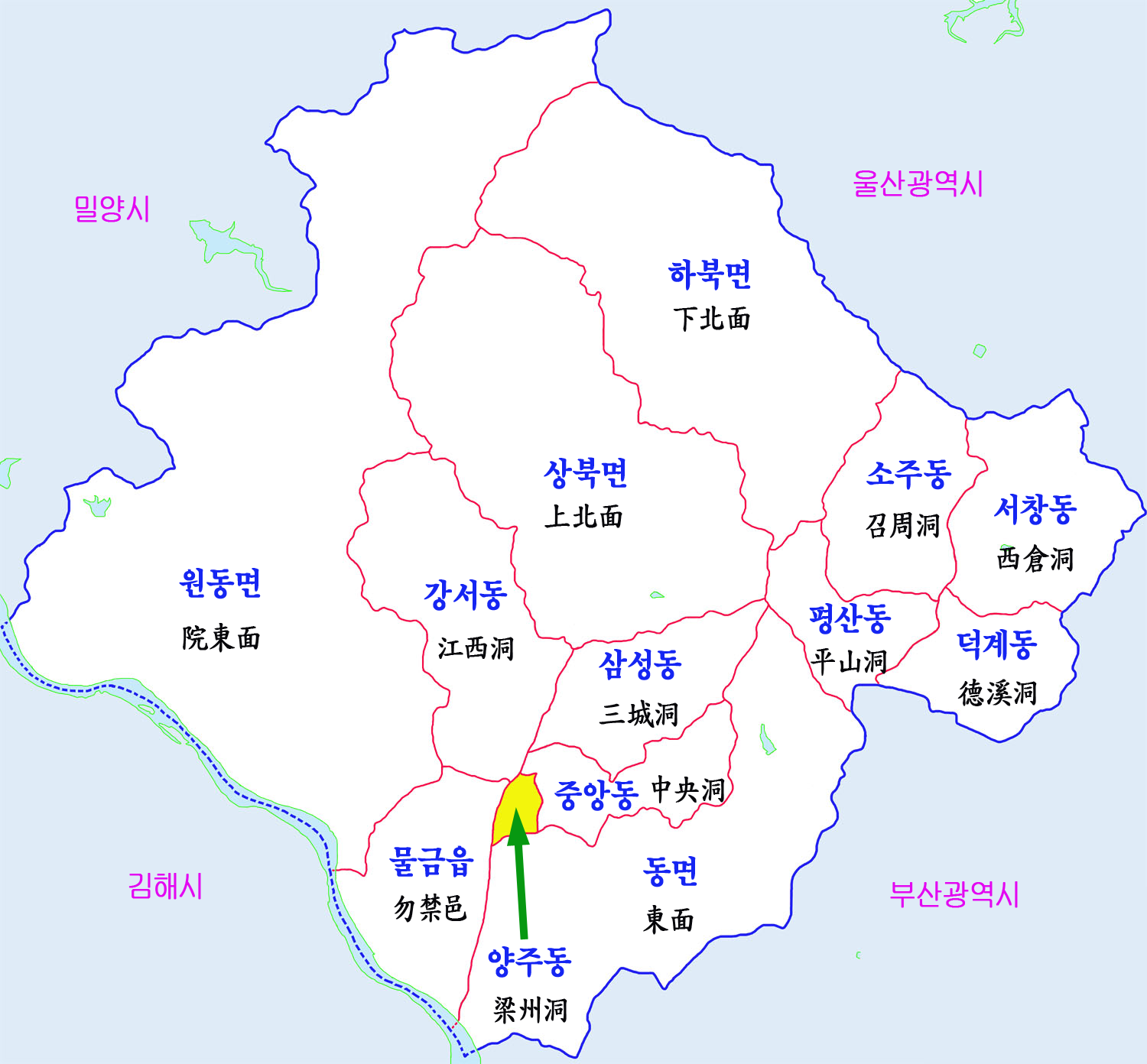
行政区域図

### 行政区域
| 行政洞・邑・面 | 法定洞・法定里                                                         |
| -------------- | ---------------------------------------------------------------------- |
| 中央洞         | 南部洞、多芳洞、明谷洞、北部洞、中部洞                                 |
| 梁州洞         | 南部洞、中部洞                                                         |
| 三城洞         | 北亭洞、山幕洞、新基洞、虎渓洞                                         |
| 江西洞         | 校洞、魚谷洞、由山洞                                                   |
| 召周洞         | 周南洞、召周洞、周津洞                                                 |
| 西倉洞         | 龍塘洞、三湖洞、椧洞                                                   |
| 平山洞         | 平山洞                                                                 |
| 徳渓洞         | 徳渓洞、梅谷洞                                                         |
| 勿禁邑         | 凡魚里、佳村里、甑山里、勿禁里                                         |
| 東面           | 内松里、沙松里、架山里、金山里、石山里、開谷里、余洛里、法基里         |
| 院洞面         | 内浦里、西龍里、善里、大里、泳浦里、院里、花済里、龍塘里               |
| 上北面         | 内石里、石渓里、所土里、外石里、新田里、左森里、小石里、上森里、大石里 |
| 下北面         | 畓谷里、白鹿里、三帥里、龍淵里、草山里、芝山里、蓴池里、三甘里         |

### 警察
- 梁山警察署（勿禁邑にある）

### 消防
- 梁山消防署（勿禁邑にある）

## 教育

### 大学
4年制大学
- 釜山大学校梁山キャンパス
- 霊山大学校梁山キャンパス

2･3年制大学
- 梁山大学校

### 図書館
- 梁山市立図書館（勿禁邑にある）
  - 梁山市立熊上図書館
- 梁山図書館（慶尚南道梁山教育支援庁が運営）

## 交通

### 鉄道
- KORAIL
  - 京釜線：院洞駅 - 勿禁駅
    - 両駅とも停車列車はムグンファ号のみである。勿禁駅へは釜山駅より約35分、東大邱駅より約65分。なお京釜高速線（KTX）が市の中央を通過しているが、市内に駅はない。

  - 梁山貨物線：勿禁駅 - 梁山貨物駅
- 釜山交通公社
  - 釜山都市鉄道2号線 ：湖浦駅 - 甑山駅 - 釜山大梁山キャンパス駅 - 南梁山駅 - 梁山駅
    - 梁山駅 - 西面駅（釜山広域市）の所要時間は約52分。

### バス
- 梁山市外バスターミナル　梁山駅から南へ300mほどに位置する。ソウル特別市へは東ソウル総合バスターミナルと1日6往復・ソウル南部市外バスターミナルと4往復が運行し、所要時間はどちらも4時間10分。蔚山へ1時間1～4本、金海・馬山（昌原市）・慶州/浦項へも1時間1本以上運行。その他晋州・金海国際空港・烏山/水原/安山などへの便がある。
- 通度寺市外バスターミナル　市の北端近くで、通度寺観光の拠点となる。市外バス扱いになるものは釜山総合バスターミナル行きのみであるが、蔚山駅・太和江駅方面への市内バス[16]も発着する。
- 市内バス　市内だけでなく、釜山広域市・蔚山広域市へ運行する路線もある。また釜山と蔚山の市内バスも乗り入れている。釜山地下鉄・バスの乗り継ぎ割引も設定されている。

### 高速道路
- 京釜高速道路（1号線）
  - 梁山サービスエリア（ソウル方向のみ） - 梁山ジャンクション - 梁山インターチェンジ - 通度寺サービスエリア（釜山方向のみ）
- 中央高速道路支線（551号線）
  - 勿禁インターチェンジ - 南梁山インターチェンジ - 梁山ジャンクション

### 国道
- 国道7号
- 国道35号線 (韓国)（朝鮮語版）

## 名所
- 通度寺
- 内院寺

## 姉妹都市

### 韓国国内
- 全羅南道 珍島郡

### 韓国国外
- 日本 秋田県 由利本荘市

## メディア
韓国の地上波民間テレビ放送(SBS系列)は、広域市・道単位をエリアとすることが基本であるが、梁山市ではKNN（本社・釜山広域市）・蔚山放送の両方が中継局を設置しており、市内が両局のエリアに分割されている。またKBS・MBCもそれぞれ釜山・蔚山の局のエリアがある。 